# NGC 3918
NGC 3918は、ケンタウルス座の明るい惑星状星雲である。"Blue Planetary"または"The Southerner"と呼ばれる。極南の惑星状星雲としては最も明るい。この星雲は、1834年3月にジョン・ハーシェルが発見した。誌直径は、8から10秒である。小さな望遠鏡でも容易に観測することができる。美しい青色は、1989年にボイジャー2号が撮影した海王星のカラー画像のようである。
分光観測により、NGC 3918は17±3.0 km/sで近づいていることが明らかになったが、星雲自体は24 km/sの速度で拡大している。中央の恒星は15.7B等級で、光学的には見えない。
距離は、約1,500パーセク（≒4,900光年）と推定されている。